# Schouders ophalen

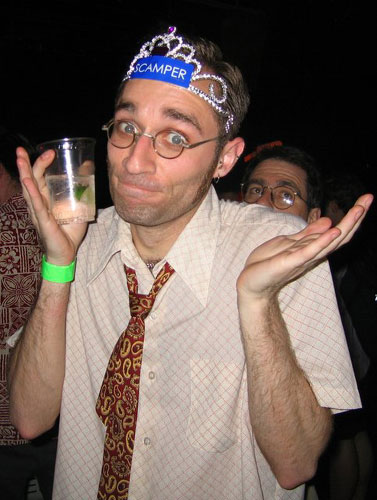
Man die de schouders ophaalt

De schouders ophalen is een gebaar dat bestaat uit het omhoog trekken en na korte tijd weer omlaag laten gaan van beide schouders. Het gebaar drukt uit dat iemand het niet weet of niet interesseert, soms is het zelfs een uitdrukking van machteloosheid. Vaak gaat het gebaar gepaard met versterkende lichaamstaal. 
De Nederlandstalige uitdrukking de schouders (erover) ophalen beschrijft wanneer iemand zich ergens niets van aantrekt of er niets van wil weten.